# Епархия Уануко

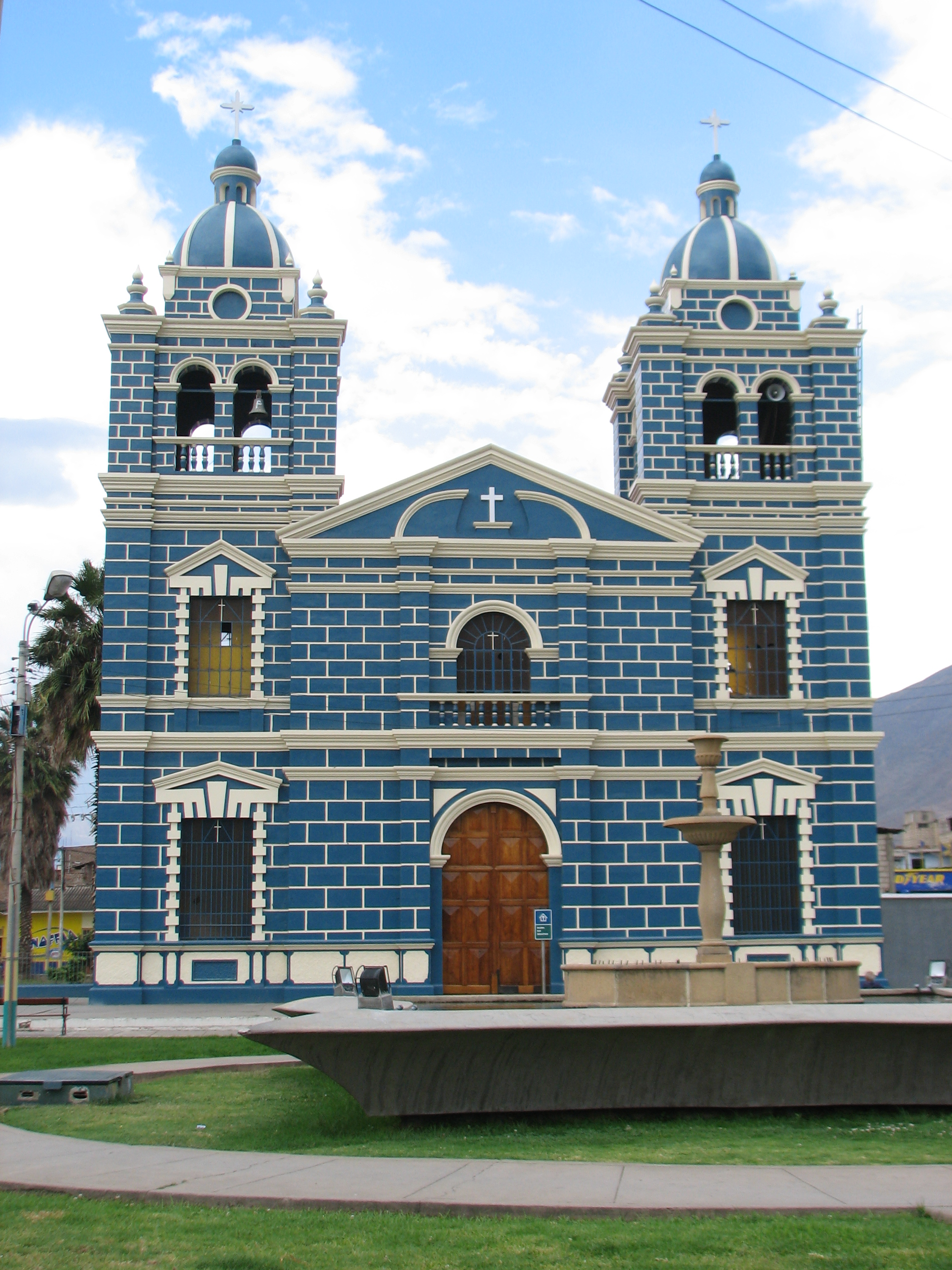
Церковь святого Себастьяна, Уануко, Перу

 Епархия Уануко  (лат. Dioecesis Huanucensis) — епархия Римско-Католической церкви с центром в городе Уануко, Перу. Епархия Уануко входит в митрополию Уанкайо.

## История
17 марта 1865 года Римский папа Пий XI издал буллу «Singulari Animi Nostri», которой учредил епархию Уануко, выделив её из архиепархии Лимы.
5 февраля 1900 года, 18 декабря 1944 года епархия Уануко передала часть своей территории апостольской префектуре Укайали (упразднена) и епархии Уанкайо.
15 мая 1958 года епархия Уануко передала часть своей территории территориальным прелатурам Тармы и Уари (сегодня — Епархия Тармы и Епархия Уари).
30 июня 1966 года епархия Уануко вступила в митрополию Уанкайо.

## Ординарии епархии
- священник Manuel Teodoro del Valle (27.03.1865 — 16.10.1888) — апостольский администратор
- епископ Alfonso María de la Cruz Sardinas (31.10.1889 — 26.06.1902)
- епископ Pedro Pablo Drinot y Piérola (8.06.1904 — 14.06.1920)
- епископ Francisco Rubén Berroa y Bernedo (12.08.1922 — 23.11.1946) — назначен епископом Ики
- епископ Teodosio Moreno Quintana (27.06.1947 — 17.12.1956) — назначен епископом Уараса
- епископ Carlos Alberto Arce Macias (17.12.1956 — 6.02.1959) — назначен епископом Пьюры
- епископ Ignacio Arbulú Pineda (6.02.1959 — 6.04.1979)
- епископ Antonio Kühner y Kühner (24.07.1980 — 22.01.1991)
- епископ Ermanno Artale Ciancio (21.06.1994 — 17.09.2003)
- епископ Jaime Rodríguez Salazar (16.12.2004 — по настоящее время)

## Источник
- Annuario Pontificio, Ватикан, 2007